# Patrick Festy
Patrick Festy, né le 14 août 1945 au Pont-de-Beauvoisin et mort à Paris le 8 décembre 2022, est un démographe français, directeur de l'INED de 1995 à 1998.
Ancien élève de HEC, licencié ès lettres, docteur d’Etat en économie et expert démographe, il entre à l'INED en janvier 1969. Sa thèse porte sur l’évolution de la fécondité de pays occidentaux de 1870 à 1970.
Rédacteur en chef de la revue Population (1989-1995), il est l’auteur de plusieurs rapports au Parlement sur la situation démographique de la France.

## Ouvrages
- La fécondité des pays occidentaux de 1870 à 1970 , INED, Cahiers Travaux et Documents, n° 85, 1979, 400 pages.
- La société russe depuis la perestroïka, avec Alain Blum, Alain Monnier et autres, INED, Documents de travail, n° 105, 2001, 124 pages